# Бродский, Михаил Юрьевич
Михаи́л Ю́рьевич Бро́дский (укр. Михайло Юрійович Бродський; род. 5 апреля 1959, Киев) — украинский политик, глава Партии свободных демократов, которая некоторое время входила в состав Блока Юлии Тимошенко. Президент Гильдии предпринимателей Киева. Президент Федерации баскетбола Украины.

## Биография
Бродский Михаил Юрьевич, родился 5 апреля 1959 года в Киеве в семье токаря Юрия Семеновича Бродского (1936—1994), (ставшего начальником отдела в 1970 году, и к 1994 году заместителем директора завода «Коммунист», умершего от сахарного диабета в 58 лет, которым болел с 1964 года), который работал на заводе «Маяк» и медсестры в акушерском отделении Октябрьской больницы (со временем она дослужилась до старшей медсестры) Софьи Михайловны Бродской. Дед отца до революции владел на Подоле кроватной фабрикой. Размещалась она возле Флоровского монастыря на Подоле. Дед по матери лётчик.
В школе имел проблемы с поведением. Является этническим евреем, вместе с тем называет себя украинцем и патриотом Украины.

### Образование
Окончил школу № 190 г. Киева (8 классов), там же познакомился с первой женой Ольгой.
В 1978 году окончил Киевский строительный техникум транспортного строительства.
Окончил Институт рыночных отношений и предпринимательства международного центра «Рынок» в 1996 году, специальность по образованию: менеджмент в производственной сфере, экономист, менеджер. Владеет итальянским языком.

### Карьера
1978—1979 — техник отдела треста «Киевгипротранс».
1979—1986 — техник, инженер Киевского монтажно-наладочного управления.
1986—1989 — старший инженер, начальник участка треста «Киевбытрембуд».
1989—1991 — заместитель начальника Управления производственно-технической комплектации производственно-жилищного ремонтного объединения Киевского горисполкома.
1992—1994 — директор государственного МП «Томпо».
1994—1997 — президент печально известного производственно-коммерческого концерна «Денди». Председатель совета ЗАО "Издательство «Киевские Ведомости».
1994—1998 — депутат Печерской районной рады г. Киев.
С 1998 — депутат Верховной рады Украины по 215-му округу (Киев).
Скандальную известность приобрёл в связи с разорением концерна «Денди», оказался в тюрьме, в результате обрёл имя и стал депутатом. (Нестор Шуфрич спустя годы отметил арест Бродского: «у него какие-то личные отношения были с Кравченко».)
С февраля 2000 — председатель комитета Верховной рады по вопросам промышленной политики и предпринимательства.
В июне 2001 года обвинил в коррупции ряд высших должностных лиц, в частности двух экс-премьеров — Виктора Ющенко и Валерия Пустовойтенко, бывшего первого вице-премьера А. Голубченко, министра финансов И. Митюкова и других, которые якобы обворовали народ Украины на 30 млн долларов.
Один из лидеров партии «Яблуко» и одноимённой парламентской фракции в Верховной Раде III созыва.
В 2004 году самовыдвигался на должность Президента Украины. Выступал с жёсткой критикой Виктора Ющенко (в том числе в период, когда Ющенко ещё не был президентом Украины). Избирался в 1994 году — депутатом райсовета, в 1998 году народным депутатом Украины ІІІ созыва. В 2006 г. — депутатом Киевсовета по списку БЮТ.
В 2007 году публично обвинил Тимошенко в попытке подкупа судей Конституционного суда.
Участвовал в президентских выборах 2010 года. Занял предпоследнее 17-е место, получив 14 991 голосов (0,06 %).
С 2010 года по 2014 год являлся Председателем восстановленного Януковичем Государственного комитета по вопросам регуляторной политики и предпринимательства. Правительственный уполномоченный по дерегуляции Михаил Бродский заявил, что получил карт-бланш от премьера Николая Азарова и что он постоянно работает с первым вице-премьером Андреем Клюевым для ускорения прохождения в парламенте законопроектов по дерегуляции.
16 октября 2014 года попав под люстрацию Бродский был уволен одним из первых в соответствии с законом «Об очищении власти».
Я не раз и не два рисковал финансами, жизнью, будущим, понимая, что без принципов не будет будущего, как и всего остального

## Бизнес
Коммерческий акционерный банк «Денди» (Киев) был открыт в 1995 году. Появился он из недр одноимённого концерна, которым руководил Михаил Бродский. В феврале 1998 года Национальный банк Украины лишил КАБ «Денди» лицензий на все банковские операции. В марте того же года Бродский был арестован и направлен в Житомирское СИЗО, где провёл в общей сложности месяц. 21 апреля 1998 года его освободили из-под стражи как избранного депутата Верховной Рады.
До 1998 года владел газетой «Киевские ведомости».
До недавнего времени владелец концерна «Денди» (основные направления деятельности: финансы, производство мебели, мас-медиа). Считался медиа-магнатом, поскольку был совладельцем акций издательства «Киевские ведомости»: одноимённой газеты, еженедельника «Команда» и радио «Киевские ведомости». Сейчас акции СМИ для него практически потеряны.
Бродский владеет рядом предприятий в провинции, в частности фанерным комбинатом в Черкассах, генеральным директором которого является Сергей Одарич, Жидачевской бумажной фабрикой, кондитерскими «Калина» и «Яблуко» в центре Киева.
Контролирует производство матрасов «Венето» на одноимённой фабрике в Киеве (одноимённое украино-итальянское СП).
В 2016 году Михаил Бродский стал совладельцем здания Киевского речвокзала. Речвокзал оформлен на ОАО «Киевский речной порт», которым занимается его сын Юрий. Здание новые владельцы хотят переделать под ресторанную галерею.
Также владеет телеканалом «Обоз TV» и интернет-сайтом «Обозреватель», который по словам самого Бродского является прибыльным бизнес-проектом.

## Спорт
В 1992 году создал баскетбольный клуб «Маккаби-Денди». В следующем сезоне сменил название клуба на «Киев-Баскет». А еще два сезона спустя, в 1995 году, клуб стал называться «Денди-Баскет» по наименованию компании, являющейся основным спонсором клуба. Всего клуб выступал на протяжении 6 сезонов и прекратил своё существование в 1998 году в связи с проблемами, постигшими владельца и основного спонсора клуба — коммерческий банк «Денди». Все эти годы Бродский являлся неизменным президентом клуба. В 2017 году клуб был возрождён под названием «Киев-Баскет».
Позже Михаил Бродский непродолжительное время занимался финансированием запорожского баскетбольного клуба «Ферро».
Совместно с будущим мэром Черкасс Сергеем Одарычем вошёл в число учредителей баскетбольного клуба «Черкасские мавпы» (рус. «Черкасские Обезьяны»). В своём первом сезоне 2003/2004 клуб назывался «Рятивник−Черкассы» (рус. «Спасатель−Черкассы»). В следующем сезоне клуб сменил название на современное.
В 2008 году стоял у истоков раскола в украинском баскетболе. Была создана Украинская баскетбольная лига, организовавшая альтернативный по отношению к Суперлиге руководимой ФБУ, турнир — чемпионат УБЛ. Президентом созданной организации стал Михаил Бродский. Одним из последствий раскола стал скандал вокруг баскетбольного клуба «Черкасские мавпы». После примирения конфликтующих сторон и объединения национального чемпионата «Черкасские мавпы» еще на протяжении двух сезонов не мог принять участие в соревновании сильнейших баскетбольных команд Украины. Также черкасский клуб не смог войти в число учредителей Ассоциации баскетбольных клубов Украины «Суперлига», созданной 1 сентября 2009 года.
28 мая 2015 года был избран президентом Федерации баскетбола Украины.

## Награды
- Лауреат всеукраинской премии «Человек года» в номинации «Предприниматель года» в 1996-м и 1997-м годах.

## Семья
- брат бизнесмен Евгений Бродский (1970)[2].
- первая жена Ольга Бродская[22].

сыновья от первого брака, бизнесмены:
- Ростислав Бродский (1980 г. р.) получил в подарок к свадьбе крупнейшую в стране компанию по поставке оборудования для салонов красоты и соляриев[23].
- внучка, дочь Ростислава (2002 г.)[24].
- Юрий Бродский (1986 г. р.) координирует развитие кондитерских и кафе, владелец ресторана «Калина» в Киеве. На этот бизнес папа дал сыну кредит, который тот до сих пор выплачивает (2009)[23][25].
- вторая жена — Бродская Светлана (1980 - 1981) окончила Киевский транспортный техникум, владеет двумя матрасными магазинами «Венето»[24][26]. Они познакомились, когда она "плакала по поводу её увольнения" из магазина Бродского «Венето», где она работала менеджером по продажам, Бродский взял номер телефона и целый месяц добивался встречи[22].
- дочь Анна Бродская (2004 г. р.).